# Fool for Love
Fool for Love (br: Louco de amor; pt: Ligações Quentes) é um filme estadunidense de 1985, do gênero drama, dirigido por Robert Altman, com roteiro de Sam Shepard baseado em peça de teatro de sua autoria.
A peça teatral na qual o filme foi baseado foi encenada pela primeira vez com Ed Harris e Kathy Baker como protagonistas, dirigidos pelo próprio Sam Shepard. O filme, inicialmente, seria estrelado por Jessica Lange, mulher de Shepard, mas ela engravidou e teve que desistir da personagem.

## Sinopse
May é uma mulher que tenta fugir do passado, e mora e trabalha num hotel decadente. Após um longo período, ela é encontrada por Eddie, um homem com quem tivera um relacionamento conturbado no passado.

## Elenco
- Sam Shepard.... Eddie
- Kim Basinger.... May

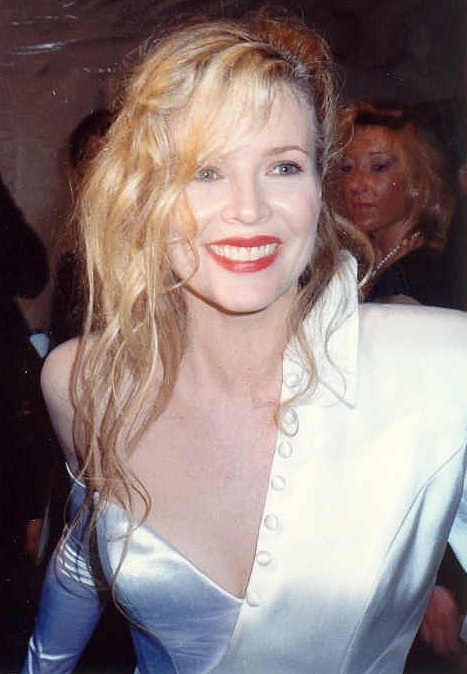
Kim Basinger, estrela de Fool for Love

- Harry Dean Stanton.... homem velho
- Randy Quaid.... Martin
- Martha Crawford.... mãe de May
- Louise Egolf.... mãe de Eddie
- Sura Cox.... May adolescente
- Jonathan Skinner.... Eddie adolescente
- April Russell.... May criança
- Deborah McNaughton.... a condessa
- Lon Hill.... senhor Valdes

## Principais prêmios e indicações
Festival Internacional de Cinema de Troia 1986 (Portugal)
- O filme recebeu o Golfinho de Ouro.

Festival de Cannes 1986 (França)
- O filme foi indicado à Palma de Ouro.